# Walking Tall (2004)
Walking Tall är en amerikansk film från 2004.

## Handling
Filmen handlar om en soldat som återvänder hem efter åtta år för att ta det lugnt, och för att ta jobbet på det gamla sågverket. Men allt är inte som det var innan han for, sågverket är stängt och en ny verksamhet tar över staden. Ett Kasino, som ägs av hans vän Jay Hamilton (Neal McDonough) som har förändrats stort och är inte den gamla goda barndomsvännen längre utan en stor spelmogul. Chris Vaughn (The Rock) försöker ordna upp allt så staden blir som vanligt igen.

## Om filmen
Walking Tall är regisserad av Kevin Bray. Huvudrollen spelas av The Rock (Dwayne Johnson)

## Rollista (urval)
- Dwayne Johnson - Chris Vaughn
- Johnny Knoxville - Ray Templeton
- Neal McDonough - Jay Hamilton